# Scoring (Baseball)

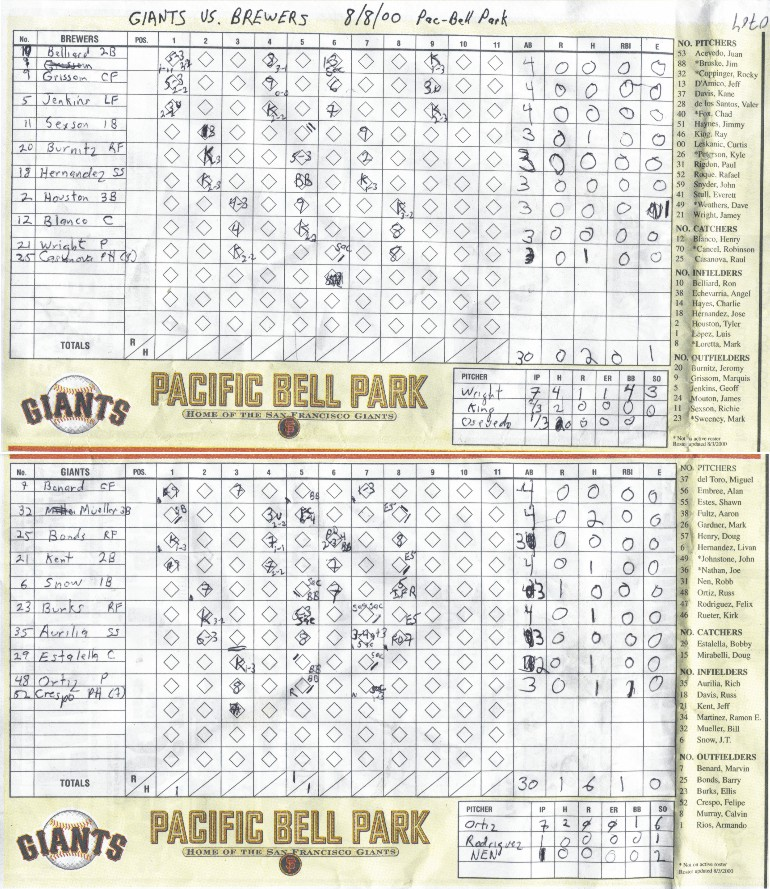
Beispielhafte Scorecard

Mit Scoring (manchmal auch Scorekeeping) bezeichnet man das Erfassen aller relevanten Aktionen eines Baseball- oder Softball-Spiels. Die Person, die während des Spiels für das Scoring zuständig ist, nennt man Official Scorer.

## Sinn und Zweck
Scoring dient nicht nur der Erstellung von Statistiken, sondern ist eine notwendige Voraussetzung für einen regelgerechten Spielablauf in einem organisierten Spielbetrieb. Der Scorer
- erstellt den offiziellen Spielbericht für den Verband,
- notiert alle eingesetzten Spieler, damit deren Spielberechtigung durch den Verband überprüft werden kann,
- zählt die Runs und ermittelt das offizielle Endergebnis,
- notiert alle Spielerwechsel,
- erstellt eine statistische Auswertung aller Offensiv-, Defensiv- und Pitchingaktionen, aus der die Ligastatistiken erstellt werden.

## Scoresheet
Das Hauptwerkzeug eines Scorers ist das Scoresheet. Auf diesem Formular werden alle Eintragungen vorgenommen. Inzwischen gibt es auch verschiedene Software zum Scoring, die das Papierscoresheet ersetzen können.
Ein vollständig ausgefülltes Scoresheet enthält mindestens die folgenden Informationen:
- Spielpaarung, Namen der Heim- und Gastmannschaft, Spielort, Liga, Datum, Spielbeginn und -ende
- Spielergebnis
- Startaufstellungen
- Spielerwechsel
- Detaillierter Verlauf jedes einzelnen Innings. Dies beinhaltet die Resultate jedes Schlagdurchgangs eines Offensivspielers sowie das Vorrücken der Läufer auf den Bases.
- Detaillierte Offensiv-, Defensiv- und Pitching-Statistiken für jeden eingesetzten Spieler und die Mannschaften
- Namen der Umpires und des Scorers
- Anzahl der Zuschauer
- Besondere Vorkommnisse während des Spiels

## Erfasste Aktionen
Beim Scoring werden die folgenden Aktionen notiert:
- Base Hits des Schlagmanns (Singles, Doubles, Triples, Home Runs)
- Erreichen eines Base durch den Schlagmann durch andere Aktionen als Base Hits (Base on Balls, Hit by Pitch, Catcher's Interference, Obstruction, fallengelassener dritter Strike, Fielder's Choice)
- Aus eines Schlagmanns (Groundout, Flyout, Strikeout, Out-by-Rule)
- Aus eines Läufers (Groundout, Caught Stealing, Pickoff, Out-by-Rule)
- Vorrücken eines Läufers (Vorrücken durch nachfolgenden Schlagmann, Stolen Base, Wild Pitch, Passed Ball, Balk, Fielder's Choice)
- Fehlgeschlagene Feldspielaktionen (Decisive Errors, Extra-Base Errors)
- Nach Hause geschlagene Läufer (Runs Batted In)
- Spezielle Spielzüge (Double Plays, Triple Plays, Appeal Plays, verpasste Schlagdurchgänge)

Grundlage für die Erfassung und Bewertung von Situationen sind die offiziellen Scoring-Regeln, die im Kapitel 10 des Baseballregelbuchs bzw. in Kapitel 12 des Softballregelbuchs definiert sind. Die offiziellen Regeln legen unter anderem fest,
- wann eine Aktion als Hit oder Error anzusehen ist,
- wie Runs Batted In (RBI) vergeben werden,
- welche Aktionen als "Sacrifices" (Opfer) zu bewerten sind,
- wann einem Läufer ein Stolen Base zuerkannt wird,
- wann auf "Passed Ball" oder Wild Pitch entschieden wird,
- wie die Earned Runs für Pitcher berechnet werden und
- wie Wins, "Losses", Saves und "Shutouts" für Pitcher vergeben werden.

Mit welchen Abkürzungen oder Symbolen die Aktionen notiert werden, ist vom Regelbuch nicht vorgeschrieben und hängt vom verwendeten Scoringsystem ab. Es gibt hunderte von verschiedenen Scoring-Systemen mit unterschiedlicher Komplexität. In Deutschland ist für alle Ligen das Scoring-System des Deutschen Baseball und Softball Verbandes (DBV) vorgeschrieben. Bei internationalen Baseballturnieren (z. B. Europapokal, EM, WM, Olympische Spiele) kommt das System der IBAF zum Einsatz. Für internationale Softballturniere wird jeweils das Scoring-System des Ausrichters verwendet; der europäische Verband ESF bzw. der Weltverband ISF macht hierzu keine Vorgaben.
In allen Scoring-Systemen werden jedoch die gleichen Nummern für die Bezeichnung der Feldpositionen verwendet, um damit die an einem Spielzug beteiligten Spieler zu erfassen: 1 = Pitcher, 2 = Catcher, 3 = First Baseman, 4 = Second Baseman, 5 = Third Baseman, 6 = Shortstop, 7 = Leftfielder, 8 = Centerfielder, 9 = Rightfielder

## Scoringsystem des Deutschen Baseball und Softball Verbandes
Im Scoring-System des DBV werden die folgenden Scoring-Abkürzungen verwendet:

### Erreichen einer Base
- 1-Base-Hit (Single): 1B
- 2-Base-Hit (Double): 2B
- 3-Base-Hit (Triple): 3B
- Home Run: HR
- Base on Balls: BB
- Intentional Base on Balls: IBB
- Hit by Pitch: HP
- Catcher's Interference: CI e2
- Fielders Choice: FC. FC kann auch mit anderen Abkürzungen kombiniert werden, z. B. SH FC, SF FC oder K FC.
- Erreichen des Bases nach der Dropped-Third-Strike-Regel: K... (Möglichkeiten: K WP, K PB, K e2, K 2-e3)
- Erreichen des Bases wegen eines Errors: E+Positionsnummer des Spielers, der den "Error" begangen hat. Hat es einen "Assist" gegeben, dann notiert man den "Error" so: ..-E..

### Aus eines Schlagmanns oder Läufers
- Flyout eines Schlagmanns: F + Positionsnummer des Feldspielers z. B. F8 für ein Flyout im Centerfield
- Unassisted Out eines Schlagmanns oder Läufers: U + Positionsnummer des Feldspielers z. B. U3 für ein Groundout durch den First Baseman
- Assisted Out eines Schlagmanns oder Läufers: Positionsnummer des 1. Feldspielers + "-" + Positionsnummer des 2. Feldspielers z. B. 5-3 für einen Wurf vom Third Baseman zum First Baseman mit anschließendem Aus des Schlagmanns
- Strikeout eines Schlagmanns: K. Bei einem fallen gelassenen dritten Strike kann auch K WP, K PB, K FC oder K + Spielzug auftreten.
- Sacrifice Bunt eines Schlagmanns: SH + Positionsnummern der beteiligten Feldspieler, z. B. SH 1-3 für einen gebunteten Ball, der vom Pitcher aufgenommen und ans erste Base geworfen wird
- Sacrifice Fly eines Schlagmanns: SF + Positionsnummer des beteiligten Feldspielers, z. B. SF8 für einen Sacrifice Fly ins Center Field
- Pickoff eines Läufers durch den Pitcher oder Catcher: PK + Positionsnummern der beteiligten Feldspieler, z. B. PK 1-3 für ein Pickoff vom Pitcher zum First Baseman
- Caught Stealing eines Läufers: CS + Positionsnummer der beteiligten Feldspieler, z. B. CS 2-6 für ein Caught Stealing vom Catcher zum Shortstop
- Aus eines Schlagmanns oder Läufers wegen spezieller Regeln: OBR + Positionsnummern der beteiligten Feldspieler, z. B. OBR F6 für einen fallen gelassenen Infield Fly oder OBR U4 für einen Läufer, der von einem geschlagenen Ball getroffen wird
- Aus eines Läufers oder Schlagmannes durch ein Appeal-Play der Defensivmannschaft: AP + Aktion des Appeals.

### Vorrücken von Läufern
- Durch einen nachfolgenden Schlagmann: X + Batting-Order-Position des Schlagmanns, z. B. X6, wenn der Läufer durch eine Aktion des sechsten Schlagmanns in der Schlagreihenfolge vorrückt
- Stolen Base: SB + Batting-Order-Position des Schlagmanns, z. B. SB6, wenn der Läufer während des Schlagdurchgangs des sechsten Schlagmanns in der Schlagreihenfolge das Base stiehlt
- Wild Pitch: WP + Batting-Order-Position des Schlagmanns, z. B. WP5
- Passed Ball: PB + Batting-Order-Position des Schlagmanns, z. B. PB3
- Balk: BK + Batting-Order-Position des Schlagmanns, z. B. BK4
- Erreichen einer Base durch Fielder’s Choice: FC

### Errors
- Fehlgeschlagene Feldspielaktionen, die ein Aus verhindern (Decisive Errors): E + Positionsnummer des Feldspielers z. B. E6 für einen Fehler des Shortstops
- Fehlgeschlagene Feldspielaktionen, die einem Läufer ein zusätzliches Base bescheren (Extra-Base-Errors): e + Positionsnummer des Feldspielers, z. B. e2 für einen Fehler des Catchers

### Sonstiges
- Run batted in: Ein RBI wird mit einem Punkt im Kästchen des Schlagdurchgangs markiert
- Lost Turn: Wenn ein Spieler seinen Schlagdurchgang verpasst, die Defensivmannschaft aber keinen Appeal einlegt, so wird bei dem Spieler, der seinen Schlagdurchgang verpasst hat, ein LT vermerkt.
- Double Play oder Triple Play: DP bzw. TP + Positionsnummern der beteiligten Feldspieler, z. B. DP 6-4 und DP 4-3 für ein klassisches Double Play